# Cango Caves

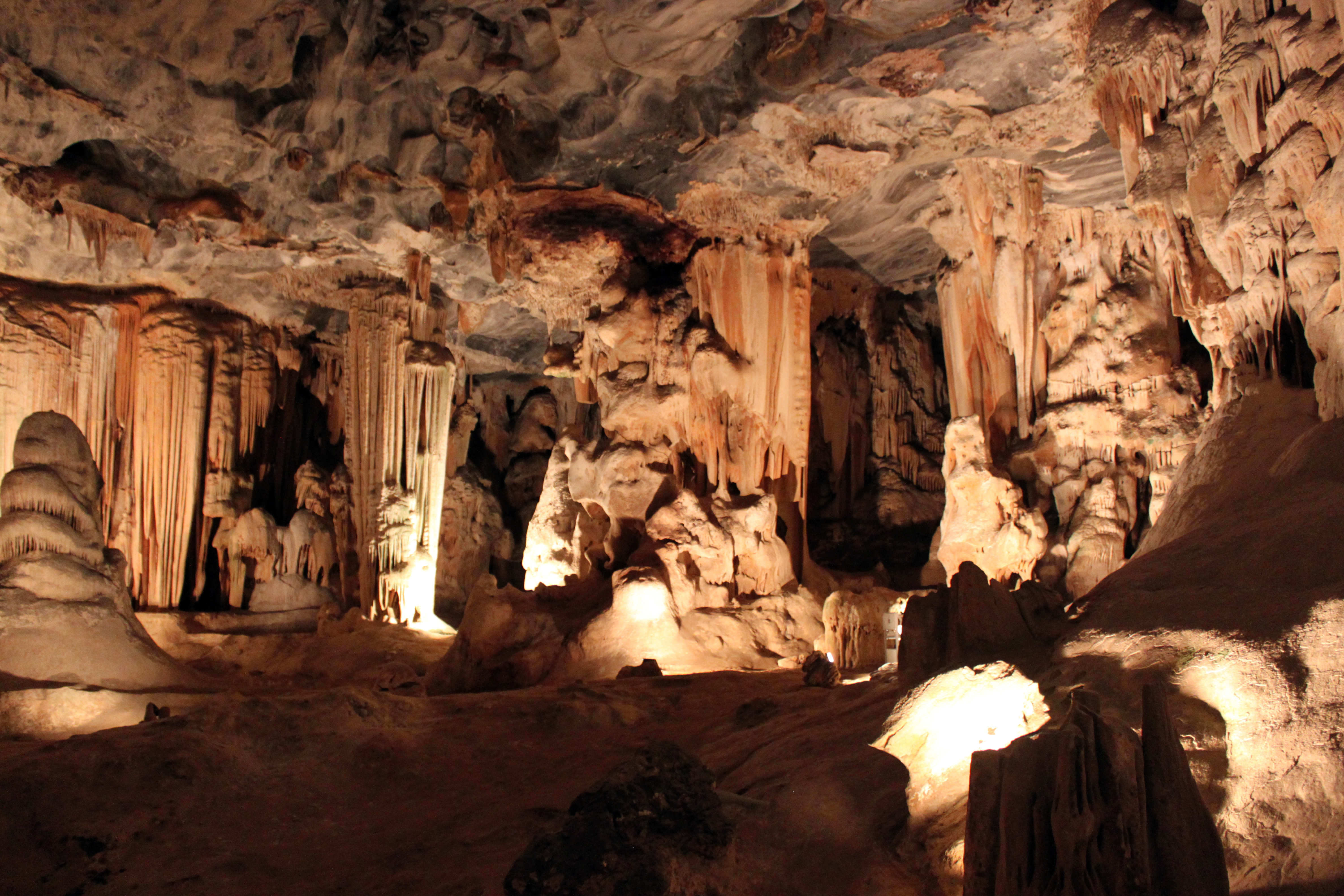
Cango Caves

Cango Caves je rozsáhlý jeskynní systém v jihoafrické provincii Západní Kapsko. Je tvořen vápencem a vznikl v období prekambria, celková délka všech chodeb přesahuje čtyři kilometry, z toho je necelá čtvrtina zpřístupněna veřejnosti. Jeskyně objevil roku 1780 místní farmář Jacobus van Zyl, po kterém je pojmenován hlavní dóm, dlouhý 90 m, široký 50 m a vysoký 18 m, který také sloužil jako koncertní síň. Nejvyšším stalagmitem je deset metrů vysoká Kleopatřina jehla. O dávné přítomnosti lidí v jeskyních svědčí nálezy neolitických nástrojů a skalních maleb. Komplex se nachází v hornaté oblasti Karru a je ve vlastnictví města Oudtshoorn; patří k nejvýznamnějším turistickým atrakcím Jižní Afriky, jeskyně jsou přístupné pouze ve skupinách doprovázených průvodcem, interiér je vybaven umělým osvětlením odhalujícím krápníkové formace.
Miroslav Zikmund a Jiří Hanzelka popisují svoji návštěvu jeskyní: „Procházíme jeskyněmi, jejichž vápencové útvary nesou stejně obrazná jména jako v Moravském krasu nebo v Demänovských jeskyních. Přibližují se jen místním poměrům: varhany, sušený tabák, velbloud, Kleopatřina jehla, zmrzlé vodopády, madona, záclona, dvě slůňata, otevřená bible, busta krále Edvarda.“